# Robert Kells
Robert Kells VC (7 de abril de 1832, Meerut, Raj Británico - 14 de abril de 1905, Lambeth, Inglaterra) fue un beneficiario de la Cruz Victoria, el premio más importante y prestigioso que puede ser concedido a un miembro de las fuerzas británicas o de la Mancomunidad. Su Cruz Victoria, que la ganó durante la Rebelión de la India de 1857, se encuentra en el Museo de Regimiento del 9.º Regimiento de lanceros en el Derby Museum and Art Gallery, en Derby.